# Леді Баг і Супер-Кіт
Леді Баг і Супер-Кіт (фр. Miraculous, les aventures de Ladybug et Chat Noir; також відомий як Miraculous Ladybug) — французький мультсеріал виробництва Zagtoon та Method Animation, створений 2015 року. Героями мультсеріалу є двоє паризьких підлітків, Марінетт Дюпен-Чен і Адріан Аґрест, які перетворюються на супергероїв Леді Баг та Супер-Кота, щоб захищати місто від зловмисників. Творцем мультсеріалу є Томас Астрюк.

## Сюжет
Дія розгортається на вулицях сучасного Парижу XXI століття. У звичайній французькій школі навчаються не зовсім звичайні підлітки — Марінетт Дюпен-Чен та її однокласник Адріан Аґрест, в якого вона закохана. Це могло б бути класичною історією першого кохання, але ці підлітки — зовсім не ті, за кого себе видають.
Коли на місто нападають зловмисники, Марінетт та Адріан за допомогою чарівних талісманів (персня та сережок), перетворюються на супергероїв Леді Баг та Супер-Кота, але при цьому вони не здогадуються, хто насправді ховається під маскою. Сам Адріан (Супер-Кіт) закоханий в супергероїню і напарницю (альтер его Марінетт) — Леді Баг. Разом вони борються зі своїм загадковим ворогом — Хижим Метеликом (Бражником), який розсилає по місту акум — темних метеликів, які перетворюють звичайних жителів в акуматизованих злодіїв, і намагається відібрати чарівні талісмани у героїв заради своєї користі. Впродовж серіалу з'являються й інші супергерої, які допомагають Леді Баг та Супер-Коту боротися зі злом.
Фанати серіалу не розуміють, чому головні герої не здогадуються, хто схований під масками. Але є велика кількість теорій, які пропонують пояснення, найпопулярніша з них: «Одного разу я допустив найбільшу помилку, але такого більше не буде», — мовив Ґабрієль Аґрест, згадуючи Емілі Аґрест (мати Адріана Аґреста та дружина Ґабрієля). Йшлося про те, що вони розкрили свої особистості. І саме тому, на думку фанатів, було створено магію, яка перетворює людей в масках на зовсім інших, не таких як вони самі за характером та рисами. Також у Книзі Чудес можна помітити опис супергероїв. Це наводить на думку про те, що ці супергерої з'явилися дуже давно.

## Трансляція в Україні
Прем'єра в Україні відбулася 16 жовтня 2017 року на телеканалі «Піксель TV» (тільки 1-й сезон у багатоголосому закадровому озвученні). З 1 березня 2019 року відбулася прем'єра 1-го сезону мультсеріалу в українському дубляжі на телеканалі «ПлюсПлюс», 2-й сезон почали транслювати з 26 березня 2019 року, 3-й сезон — з 22 вересня 2019 року, 4-й — з 6 вересня, 11 листопада 2021 та 24 грудня 2022 років, а 5-й — з 28 серпня 2023 року.

## Озвучування та дубляж
| Персонаж             | Оригінал          | Англійський дубляж                                                                     | Український дубляж студії «1+1» |
| Головні персонажі    | Головні персонажі | Головні персонажі                                                                      | Головні персонажі |
| -------------------- | ----------------- | -------------------------------------------------------------------------------------- | --- |
| Марінетт Дюпен-Чен   | Аноук Гатбойс     | Крістіна Валенсуела                                                                    | Юлія Перенчук (1—3 і 5 сезони) Катерина Буцька (декілька фраз у 52 серії) Анастасія Зіновенко (4 сезон) Катерина Сергеєва (доросла у серії «Часографітник») |
| Адріан Аґрест        | Бенджамін Боллен  | Брюс Папенбрук                                                                         | Олександр Солодкий (діалоги) Павло Скороходько (вокал у 2 сезоні) |
| Тіккі                | Мері Ноннемачер   | Мела Лі                                                                                | Єлизавета Зіновенко |
| Плаґґ                | Тьєррі Казазян    | Макс Міттельман                                                                        | Кирило Сузанський |
| Ґабріель Аґрест      | Ентоін Томé       | Кейч Сільверштейн                                                                      | Михайло Жонін (1—3 сезони, 4 сезон: 1-4, 6-8, 10-12 епізоди, як Метелик у спецепізоді «Париж. Темна баґ і Чорнокіготь») Олексій Череватенко (5, 9, 13—26 серії 4 сезону, 5 сезон, як Монарх у спецепізоді «Париж. Темна баґ і Чорнокіготь») |
| Аля Сезар            | Фанні Блок        | Керрі Керанен                                                                          | Катерина Буцька (діалоги) Софія Балан (вокал) Вікторія Москаленко («Париж. Темна баґ і Чорнокіготь») |
| Ніно Лахіфф          | Александр Ньґуен  | Бенджамін Діскін (1―3 сезони) Зено Робінсон («Нью-Йорк. Згуртовані герої», з 4 сезону) | Павло Скороходько |
| Хлоя Буржуа          | Марі Шевалот      | Села Віктор                                                                            | Анна Чиж (1—4 сезони) Юлія Шаповал (5 сезон) |
| Другорядні персонажі |                   |                                                                                        | |
| Наталі Санкер        | Марі Шевалот      | Сабріна Вайсз                                                                          | Лідія Муращенко (1—4 сезони) Юлія Шаповал (5 сезон) |
| Макс Канте           | Мертіал Лі Мінокс | Бенжамін Діскін (1―3 сезон)                                                            | Павло Скороходько (1—4 сезони) Євген Лісничий (5 сезон) |
| Сабріна Ренкомпрі    | Мері Нонненмачер  | Маріве Герінґтон (1―30 серії) Кассандра Лі Морріс (з 41 серії)                         | Анастасія Зіновенко (1—3, 5 сезони) |
| Сабін Чен            | Джессі Ломботт    | Дороті Фан                                                                             | Лідія Муращенко (1—4 сезони) Анастасія Зіновенко (5 сезон) |
| Ле Тьєн Кім Атюр     | Александр Ньґуен  | Ґрант Ґеорґе                                                                           | Юрій Кудрявець (1—4 сезони) Руслан Драпалюк (5 сезон) |
| Ксав'є Рам'є         | Френк Торджмен    | Тодд Габеркорн                                                                         | Олександр Погребняк (1―2 сезони) Ярослав Чорненький (3 сезон, 4 сезон: 2 серія), Андрій Альохін (4 сезон: 4 і 25 серії, 5 сезон) Дмитро Терещук («Нью-Йорк. Згуртовані герої») |
| Алікс Кубдель        | Аделін Четайл     | Кіра Бакленд                                                                           | Аліса Гур'єва (1—4 сезони) Галина Дубок (5 сезон) |
| Алім Кюбдель         |                   | Тодд Габеркорн                                                                         | Михайло Жонін (діалоги) Павло Скороходько (вокал) |
| Алек Катальді        | Френк Торджмен    | Андре Гордон                                                                           | Олександр Погребняк |
| Вінсент Аза          |                   | Меттью Мерцер                                                                          | Дмитро Нежельський |
| Аврора Бореаль       | Геневйов Данґ     | Мела Лі                                                                                | Наталія Романько-Кисельова |
| Ольга Мендєлєєва     | Філіс Самплер     | Марі Шевалот                                                                           | Ірина Дорошенко (1-4 сезони) Лідія Муращенко (5 сезон) |
| Зоя Лі               | TBA               | Денон Мелоді                                                                           | Наталія Романько-Кисельова |
| Другорядні ролі      | TBA               | TBA                                                                                    | Володимир Терещук Дмитро Терещук Ганна Соболєва Андрій Соболєв Катерина Брайковська Євген Локтіонов Ольга Радчук Андрій Альохін Вікторія Бакун Анатолій Зіновенко Євген Пашин Олена Узлюк Анна Павленко Андрій Федінчик Вероніка Лук'яненко Олена Яблочна Олег Лепенець Ніна Касторф (4 сезон, 7 серія) Дмитро Гаврилов (4 сезон, 10 серія) Дмитро Тварковський (5 сезон) Марина Локтіонова (5 сезон) |

## Офіційні застосунки
| Назва застосунку       | Дата випуску                  | Поточна версія | Постачальник           | Розмір застосунку | Кількість встановлень |
| ---------------------- | ----------------------------- | -------------- | ---------------------- | ----------------- | --------------------- |
| Miraculous             | 24 квітня 2018                | 5.1.40         | Crazy Labs             | 165 МБ            | 100 млн               |
| Miraculous Crash       | 7 листопада 2019              | 3.5.1887       | WayForward             | 144 МБ            | 1 млн                 |
| Miraculous Coloring    | 10 лютого 2021                | 1.2.4          | Hippo Kids Games       | 60 МБ             | 1 млн                 |
| Miraculous Puzzle Hero | 9 лютого 2022 (ранній доступ) | 0.7.4          | Crazy Labs             | 121 МБ            | 10 тис.               |
| Miraculous Rise Sphynx | 25 жовтня 2022                | 1.01.28        | GameMill Entertainment | 4.26 ГБ           | TBA                   |

### Гра на Roblox
| Назва гри  | Дата випуску | Оновлено   | Постачальник | Розмір серверу | Кількість візитів |
| ---------- | ------------ | ---------- | ------------ | -------------- | ----------------- |
| Miraculous | 02.11.2021   | 22.06.2023 | Toya         | 18             | 579 млн           |

## Супергерої

### Головні
| Ім'я власника       | Ім'я квомі             | Супергерой         | Перша поява                                              |
| ------------------- | ---------------------- | ------------------ | -------------------------------------------------------- |
| Марінетт Дюпен-Чен  | Тіккі                  | Леді Баґ           | Буря                                                     |
| Марінетт Дюпен-Чен  | Тіккі + Каміко         | Леді Всюдисуща     | Леді Баг і Супер-Кіт: Париж — Темна Баґ і Чорнокіготь    |
| Марінетт Дюпен-Чен  | Аква-Тіккі             | Аква-Баґ           | Сирена                                                   |
| Марінетт Дюпен-Чен  | Льодо-Тіккі            | Леді Лід           | Льодовик                                                 |
| Марінетт Дюпен-Чен  | Плагг                  | Супер-Леді         | Дзерлялька                                               |
| Марінетт Дюпен-Чен  | Мулло                  | Мультимиша         | Мисливиця на квомі                                       |
| Марінетт Дюпен-Чен  | Мулло та Тріккс        | Мультилисиця       | Мисливиця на квомі                                       |
| Марінетт Дюпен-Чен  | Мулло та Плагг         | Мультикішка        | Мисливиця на квомі                                       |
| Марінетт Дюпен-Чен  | Мулло та Тіккі         | Мультибаґ          | Мисливиця на квомі                                       |
| Марінетт Дюпен-Чен  | Тіккі та Лонґґ         | Дракон-Баґ         | Королева Талісманів. Битва за талісмани. Частина друга   |
| Марінетт Дюпен-Чен  | Тіккі та Поллен        | Леді Бджола        | Оптіґамі                                                 |
| Марінетт Дюпен-Чен  | Тіккі та Каалкі        | Пеґа-Баґ           | Емобульбашник                                            |
| Марінетт Дюпен-Чен  | Космо-Тіккі            | Космо-Баґ          | Леді Баг і Супер-Кіт: Нью-Йорк — Згуртовані герої        |
| Марінетт Дюпен-Чен  | Тіккі, Каалкі та Флафф | Пенні Баґ          | Контрудар. Остання атака Темного Бражника. Частина друга |
| Марінетт Дюпен-Чен  | Тіккі та Плагг         | СуперБаґ           | Підпорядкування. Останній день. Частина перша            |
| Марінетт Дюпен-Чен  | Тіккі та Нууру         | Леді Літка         | Леді Баг і Супер-Кіт: Париж — Темна Баґ і Чорнокіготь    |
| Марінетт Дюпен-Чен  | Тіккі                  | Хронобаґ           | Леді Баг і Супер-Кіт: Лондон — На краю часу              |
| Адріан Аґрест       | Плагг                  | Супер-Кіт          | Буря                                                     |
| Адріан Аґрест       | Плагг + Каміко         | Небесний Кіт       | Леді Баг і Супер-Кіт: Париж — Темна Баґ і Чорнокіготь    |
| Адріан Аґрест       | Аква-Плагг             | Аква-Кіт           | Сирена                                                   |
| Адріан Аґрест       | Морозо-Плагг           | Льодо-Кіт          | Льодовик                                                 |
| Адріан Аґрест       | Тіккі                  | Містер Баґ         | Дзерлялька                                               |
| Адріан Аґрест       | Сасс                   | Аспік              | Безнадія                                                 |
| Адріан Аґрест       | Плагг і Сасс           | Кіт-Плазун         | Королева Талісманів. Битва за талісмани. Частина друга   |
| Адріан Аґрест       | Астро-Плагг            | Астро-Кіт          | Леді Баг і Супер-Кіт: Нью-Йорк — Згуртовані герої        |
| Адріан Аґрест       | Плагг                  | Котоходець         | Куро-Неко                                                |
| Адріан Аґрест       | Плагг і Флафф          | Чорний Кролик      | Еволюція                                                 |
| Аля Сезар           | Тріккс                 | Рена Рудь          | Сапотиси                                                 |
| Аля Сезар           | Тріккс                 | Рена Потай         | Плакальник                                               |
| Аля Сезар           | Тіккі                  | Скарабелла         | Емогак                                                   |
| Хлоя Буржуа         | Поллен                 | Королева Бджіл     | Королева Ос. Битва королев. Частина друга                |
| Ніно Лахіфф         | Вейзз                  | Панцирник          | Анансі                                                   |
| Лука Куффен         | Сасс                   | Плазун             | Безнадія                                                 |
| Макс Канте          | Каалкі                 | Пегас              | Зоряний поїзд                                            |
| Каґамі Цуруґі       | Лонґґ                  | Рюко               | Ікарі Ґозен                                              |
| Алікс Кубдель       | Флафф                  | Кролікс            | Часографітник                                            |
| Алікс Кубдель       | Баркк                  | Собачка            | Еволюція                                                 |
| Алікс Кубдель       | Флафф                  | Підліткова Кролікс | Еволюція                                                 |
| Алікс Кубдель       | Флафф і Баркк          | Кролопес           | Еволюція                                                 |
| Ле Ть'єн Кім Атюр   | Шуппу                  | Король Мавп        | Кайфолом                                                 |
| Зоя Лі              | Поллен                 | Весперія           | Королева Банана                                          |
| Зоя Лі              | Плагг                  | Чорна Киця         | Передавання. Вибір квомі. Частина перша                  |
| Мілена Апрель       | Мулло                  | Мультимиша         | Мега п'явка                                              |
| Роза Лавійон        | Дайззі                 | Піґелла            | Провинник                                                |
| Джулека Куффен      | Роаар                  | Пурпурна Тигриця   | Крокодуель                                               |
| Сабріна Ренкомпрі   | Баркк                  | Панна Гонча        | Команда Пенальтім                                        |
| Айван Брюель        | Стомпп                 | Мінотавр           | Команда Пенальтім                                        |
| Натаніель Куртцберг | Зіґґі                  | Козоріг            | Команда Пенальтім                                        |
| Марк Ансьель        | Орікко                 | Мужній Півень      | Команда Пенальтім                                        |
| Ван Фу              | Вейзз                  | Нефритова Черепаха | Серцежер. Битва за талісмани. Частина перша              |

### З минулого
| Ім'я власника | Ім'я квомі | Супергерой       | Перша поява |
| ------------- | ---------- | ---------------- | ----------- |
| Жанна д'Арк   | Тіккі      | Багряна Доля     | Ефемер      |
| N/A           | Плагг      | Темний Ґрімалкін | Воз'єднання |

### Зі спецепізодів
| Ім'я власника                    | Ім'я квомі | Супергерой    | Перша поява                                            |
| -------------------------------- | ---------- | ------------- | ------------------------------------------------------ |
| Олімпія                          | ―          | Маджестія     | Леді Баг і Супер-Кіт: Нью-Йорк — Згуртовані герої      |
| Іона                             | ―          | Неземна Валлі | Леді Баг і Супер-Кіт: Нью-Йорк — Згуртовані герої      |
| Джесс                            | ―          | Горобець      | Леді Баг і Супер-Кіт: Нью-Йорк — Згуртовані герої      |
| Барбара                          | ―          | Пугач         | Леді Баг і Супер-Кіт: Нью-Йорк — Згуртовані герої      |
| Ден                              | ―          | Телепортьє    | Леді Баг і Супер-Кіт: Нью-Йорк — Згуртовані герої      |
| Джесс                            | Ліірі      | Орлиця        | Леді Баг і Супер-Кіт: Нью-Йорк — Згуртовані герої      |
| Фей Ву                           | Лонґ Лонґ  | Леді Дракон   | Леді Баг і Супер Кіт: Шанхай — Легенда про Леді Дракон |
| Фей Ву                           | Шон Шон    | Леді Ведмідь  | Леді Баг і Супер Кіт: Шанхай — Легенда про Леді Дракон |
| Фей Ву                           | Танг Танг  | Леді Богомол  | Леді Баг і Супер Кіт: Шанхай — Легенда про Леді Дракон |
| Фей Ву                           | Ші Ші      | Леді Змія     | Леді Баг і Супер Кіт: Шанхай — Легенда про Леді Дракон |
| Фей Ву                           | Хуу Хуу    | Леді Мавпа    | Леді Баг і Супер Кіт: Шанхай — Легенда про Леді Дракон |
| Фей Ву                           | Їнь Їнь    | Леді Орел     | Леді Баг і Супер Кіт: Шанхай — Легенда про Леді Дракон |
| Фей Ву                           | Ма Ма      | Леді Кінь     | Леді Баг і Супер Кіт: Шанхай — Легенда про Леді Дракон |
| Фей Ву                           | Ху Ху      | Леді Тигр     | Леді Баг і Супер Кіт: Шанхай — Легенда про Леді Дракон |
| Ґабріель Аґрест                  | Нууру      | Метелик       | Леді Баг і Супер-Кіт: Париж — Темна Баґ і Чорнокіготь  |
| Аля Сезар                        | Каміко     | Всюдисуща     | Леді Баг і Супер-Кіт: Париж — Темна Баґ і Чорнокіготь  |
| Марінетт з паралельного всесвіту | Тіккі      | Леді Баґ      | Леді Баг і Супер-Кіт: Париж — Темна Баґ і Чорнокіготь  |
| Адріан з паралельного всесвіту   | Плаґґ      | N/A           | Леді Баг і Супер-Кіт: Париж — Темна Баґ і Чорнокіготь  |
| ТВА                              | ТВА        | Леді Метелик  | Леді Баг і Супер-Кіт: Ріо-де-Жанейро                   |

### Лиходії з талісманами
| Ім'я власника                        | Ім'я квомі                                                                  | Лиходій          | Перша поява                                              |
| ------------------------------------ | --------------------------------------------------------------------------- | ---------------- | -------------------------------------------------------- |
| Ґабріель Аґрест                      | Нууру                                                                       | Бражник          | Буря                                                     |
| Ґабріель Аґрест                      | Нууру та Дуусу                                                              | Темний Бражник   | Правдоруб                                                |
| Ґабріель Аґрест                      | Нууру, Дуусу та Плагг                                                       | Чорна Тінь       | Ефемер                                                   |
| Ґабріель Аґрест                      | Нууру та будь-який інші квомі (які є у Ґабріеля станом на 1 серію 5 сезону) | Монарх           | Еволюція                                                 |
| Ґабріель Аґрест                      | Нууру                                                                       | Монарх           | Руйнування                                               |
| Ґабріель Аґрест                      | Каалкі                                                                      | Колекціонер      | Ілюзія                                                   |
| Ґабріель Аґрест                      | Нууру та Тіккі                                                              | Монарх Баґ       | Вигорання. Вибір квомі. Частина друга                    |
| Ґабріель Аґрест                      | Каалкі                                                                      | Сіяч Кошмарів    | Представлення                                            |
| Наталі Санкер                        | Дуусу                                                                       | Маюра            | Маюра. День героїв. Частина друга                        |
| Наталі Санкер                        | Зіґґі                                                                       | Сафарі           | Пристрасть                                               |
| Техно-Пірат                          | Ліірі                                                                       | Талісманайзер    | Леді Баг і Супер-Кіт: Нью-Йорк — Згуртовані герої        |
| Фелікс Фатом                         | Баркк                                                                       | Чарівливий       | Контрудар. Остання атака Темного Бражника. Частина друга |
| Фелікс Фатом                         | Дуусу                                                                       | Арґос            | Емоція                                                   |
| Томое Цуруґі                         | Мулло                                                                       | Ікарі Дюжина     | Множення                                                 |
| Томое Цуруґі                         | Поллен, Орікко, Мулло, Каалкі                                               | Матаґі Ґозен     | Претензійність                                           |
| Деніс Дамокл                         | Дайззі                                                                      | Темніший Пугач   | Радощі                                                   |
| Вероніка                             | Стомпп                                                                      | Маніпула         | Заповзятість                                             |
| Джаліль Кюбдель                      | Вейзз                                                                       | Фараон           | Воз'єднання                                              |
| Андре-Морозник                       | Роаар                                                                       | Морозник         | Піднесення                                               |
| Кукі                                 | Роаар, Вейзз, Каалкі, Стомпп, Мулло                                         | Кіку             | Передавання. Вибір квомі. Частина перша                  |
| Каґамі Цуруґі                        | Лонґґ                                                                       | Рюкоморі         | Досконалість                                             |
| Каґамі Цуруґі                        | Вейзз                                                                       | Контратака Краща | Захист                                                   |
| Боб Рот                              | Каалкі                                                                      | Золотий диск     | Міграція                                                 |
| Ле Ть'єн Кім Атюр                    | Шуппу                                                                       | Чорний Гумор     | Глузування                                               |
| Сабріна Ренкомпрі                    | Баркк                                                                       | Невидимка        | Обожнювання                                              |
| Джулека Куффен                       | Роаар                                                                       | Дзеркалка        | Протистояння                                             |
| Калін Бюстьє                         | Дайззі                                                                      | Панна Сан-Кюлот  | Змова                                                    |
| Хлоя Буржуа                          | Орікко, Поллен, Каалкі, Вейзз, Стомпп                                       | Королева Мер     | Революція                                                |
| Айван та інші носії перснів «Альянс» | Поллен, Каалкі, Роаар                                                       | Зачакловані      | Підпорядкування                                          |
| Серіза Б'янка                        | Тріккс                                                                      | Облуда           | Викриття                                                 |
| Серіза Б'янка                        | Нууру                                                                       | Хризаліс         | Королева Бурь                                            |
| Бертран Кінг                         | Поллен                                                                      | Король Пластику  | Дія                                                      |
| Марінетт з паралельного всевіту      | Тіккі                                                                       | Темна Баґ        | Леді Баг і Супер-Кіт: Париж — Темна Баґ і Чорнокіготь    |
| Адріан з паралельного всевіту        | Плагг                                                                       | Чорнокіготь      | Леді Баг і Супер-Кіт: Париж — Темна Баґ і Чорнокіготь    |

### Емомонстри
| Персонаж                 | Предмет                    | Ім'я Емомонстра    | Емоція        | Перша поява Емомонстра                            |
| ------------------------ | -------------------------- | ------------------ | ------------- | ------------------------------------------------- |
| Бражник                  | Тростина                   | Гіганський Метелик | Відчай        | Маюра. День героїв. Частина друга                 |
| Джулекка                 | Шпилька                    | Дзерлялька         | Розчарування  | Дзерлялька                                        |
| Оґюст                    | Льодяник                   | Хлопчик-льодяник   | Розчарування  | Чарокрадійка                                      |
| Ван Фу (Творець)         | Тростина                   | Ненажера           | Злість/Голод  | Ненажера                                          |
| Лука                     | Плектр                     | Ліхтар             | Розчарування  | Правдоруб                                         |
| Хлоя                     | Прикраса-банан на капелюсі | Банана Бум-Бум     | Злість        | Королева Банана                                   |
| Андре Буржуа             | Стрічка мера               | Мега П'явка        | Невпевненість | Мега П'явка                                       |
| Арґос                    | Перстень                   | Червоний Місяць    | Злість        | Емоція                                            |
| Арґос                    | Каблучка                   | Одного разу        | Амбіція       | Представлення                                     |
| Джулека                  | Телефон                    | Провинник          | Провина       | Провинник                                         |
| Темний Бражник           | Скарбничка                 | Куро-Неко          | Розчарування  | Куро-Неко                                         |
| Маюра (Творець)          | Мініатюрна фігурка         | Леді Баг           | Відданість    | Леді Баг                                          |
| Маюра (Творець)          | N/A                        | Робостус           | N/A           | Леді Баг і Супер-Кіт: Нью-Йорк — Згуртовані герої |
| Маюра (Творець)          | Планшет                    | Оптіґамі           | Відданість    | Оптіґамі                                          |
| Темний Бражник (Творець) | Тростина                   | ЕмоАлек            | Збудження     | Оптіґамі                                          |
| Темний Бражник (Творець) | Тростина                   | ЕмоНіно            | Амбіція       | Оптіґамі                                          |
| Темний Бражник (Творець) | Тростина                   | Контрудар          | Збудження     | Ризик                                             |
| Темний Бражник (Творець) | Кавовий стакан             | Емобульбашник      | Збудження     | Емобульбашник                                     |

## Список серій
| Сезон | Епізоди | Епізоди | Оригінальний показ                                 | Оригінальний показ                                   |
| Сезон | Епізоди | Епізоди | Перший показ                                       | Останній показ                                       |
| ----- | ------- | ------- | -------------------------------------------------- | ---------------------------------------------------- |
| 1     | 26      | 26      | 19 жовтня 2015 (Франція) 1 березня 2019 (Україна)  | 30 жовтня 2016 (Франція) 25 березня 2019 (Україна)   |
| 2     | 26      | 26      | 26 жовтня 2017 (Франція) 26 березня 2019 (Україна) | 18 листопада 2018 (Франція) 28 травня 2019 (Україна) |
| 3     | 26      | 26      | 14 квітня 2019 (Франція) 22 вересня 2019 (Україна) | 8 грудня 2019 (Франція) 31 грудня 2019 (Україна)     |
| 4     | 26      | 26      | 11 квітня 2021 (Франція) 6 вересня 2021 (Україна)  | 13 березня 2022 (Франція) 1 січня 2023 (Україна)     |
| 5     | 27      | 27      | 24 жовтня 2022 (Франція) 28 серпня 2023 (Україна)  | 1 листопада 2023 (Франція) 21 жовтня 2023 (Україна)  |
| 6     | 26      | 26      | 23 березня 2025 (Франція) TBA (Україна)            | 2025 (Франція) TBA (Україна)                         |
| 7     | TBA     | TBA     | 2026 (Франція) TBA (Україна)                       | 2026 (Франція) TBA (Україна)                         |
| 8     | TBA     | TBA     | TBA (Франція) TBA (Україна)                        | TBA (Франція) TBA (Україна)                          |
| 9     | TBA     | TBA     | TBA (Франція) TBA (Україна)                        | TBA (Франція) TBA (Україна)                          |
| 10    | TBA     | TBA     | TBA (Франція) TBA (Україна)                        | TBA (Франція) TBA (Україна)                          |

## Спецепізоди

### Нью-Йорк (2020)
| Номер | Оригінальна назва                            | Переклад від студії «1+1»                           | Автор(и) сценарію                                                     | Дата показу у Франції                                | Дата показу в Україні | Код виробництва |
| --- | -------------------------------------------- | --------------------------------------------------- | --------------------------------------------------------------------- | ---------------------------------------------------- | --------------------- | --------------- |
| 1 | «Miraculous World: New York — United Heroes» | «Леді Баг і Супер-Кіт: Нью-Йорк — Згуртовані герої» | Томас Аструк, Мелені Дюваль, Матьє Шоке, Фред Ленор, Себастьєн Тобідо | 26 вересня 2020 (Disney Channel)18 жовтня 2020 (TF1) | 31 грудня 2020        | 327             |
| Під час тижня франко-американської дружби Марінетт та її клас їдуть до Нью-Йорка, міста супергероїв! Це прекрасна можливість для Марінетт зблизитися зі своїми друзями, а також з Адріаном. Дійсно, він подорожує зі своїм батьком Ґабрієлем Аґрестом, котрий особливо зацікавлений у першій демонстрації дорогоцінного намиста, а точніше талісмана Орла… коштовності, яку можна наділити силами, бажаними Бражником. Леді Баг та Супер-Коту незабаром доведеться увійти до союзу з американськими супергероями, щоб захистити Нью-Йорк від ворога. - Прем'єра цієї серії відбулася 26 вересня 2020 року у США, на телеканалі «Disney Channel» - Прем'єра цієї серії в Україні відбулася 31 грудня 2020 року на телеканалі «ПлюсПлюс» |                                              |                                                     |                                                                       |                                                      |                       |                 |

### Шанхай (2021)
| Номер | Оригінальна назва                                       | Переклад від студії «1+1»                                | Автор(и) сценарію                                                     | Дата показу у Франції | Дата показу в Україні | Код виробництва |
| --- | ------------------------------------------------------- | -------------------------------------------------------- | --------------------------------------------------------------------- | --------------------- | --------------------- | --------------- |
| 2 | «Miraculous World: Shanghai — The Legend of Ladydragon» | «Леді Баг і Супер-Кіт: Шанхай — Легенда про Леді Дракон» | Томас Аструк, Мелені Дюваль, Матьє Шоке, Фред Ленор, Себастьєн Тобідо | 4 квітня 2021         | 24 серпня 2021        | 328             |
| Щоб супроводжувати Адріана під час його візиту до Шанхаю, Марінетт відвідує свого дядька Ванга, який святкує свій ювілей. Але як тільки вона досягає Китаю, її гаманець викрадають разом з Тіккі всередині, що дозволяє їй таємно стати Леді Баг! Не маючи грошей і самотня у великому місті, Марінетт приймає допомогу винахідливої молодої дівчини Фей. Дві дівчини подружилися і відкрили для себе існування нової магічної перлини — Дивотвір. Бражник, який також присутній в Шанхаї, так довго шукав його… - Прем'єра цієї серії відбулася 4 квітня 2021 року у Франції, на телеканалі «TF1» - Прем'єра цієї серії в Україні відбулася 24 серпня 2021 року на телеканалі «ПлюсПлюс» |                                                         |                                                          |                                                                       |                       |                       |                 |

### Париж (2023)
| Номер | Оригінальна назва                                           | Переклад                                                | Автор(и) сценарію                                          | Дата показу у Франції | Дата показу в Україні | Код виробництва |
| --- | ----------------------------------------------------------- | ------------------------------------------------------- | ---------------------------------------------------------- | --------------------- | --------------------- | --------------- |
| 3 | «Miraculous World: Paris — Tales of Shadybug and Claw Noir» | «Леді Баг і Супер-Кіт: Париж — Темна Баґ і Чорнокіготь» | Томас Астрюк, Мелані Дюваль, Фред Ленуар, Себастьян Тобідо | 21 жовтня 2023        | 28 вересня 2024       | 528             |
| У Парижі з'являються власники талісманів з іншого світу. Вони з паралельного всесвіту, де все навпаки: носії талісманів сонечка та чорного кота – Темна Баґ і Чорнокіготь, є лиходіями, а володар талісману метелика – Метелик, є супергероєм. Леді Баг і Супер-Кіт повинні допомогти Метелику здолати атаку своїх злих двійників, і не дати їм забирати талісман Бражника. Чи зможуть наші герої допомогти Метелику зробити Темну Баґ і Чорнокігтя добрими? - Прем'єра цієї серії відбулася 21 жовтня 2023 року у Франції, на телеканалі «Disney Channel» - Премʼєра цієї серії в Україні відбулась 28 вересня 2024 року на телеканалі «ПлюсПлюс» |                                                             |                                                         |                                                            |                       |                       |                 |

### Лондон (2024)
| Номер | Оригінальна назва                              | Переклад                                    | Автор(и) сценарію                                          | Дата показу у Франції | Дата показу в Україні | Код виробництва |
| --- | ---------------------------------------------- | ------------------------------------------- | ---------------------------------------------------------- | --------------------- | --------------------- | --------------- |
| 4 | Miraculous World: London — At the Edge of Time | Леді Баг і Супер-Кіт: Лондон — На Краю часу | Томас Астрюк, Мелані Дюваль, Фред Ленуар, Себастьян Тобідо | 5 жовтня 2024         | ТВА                   | 529             |
| Марінетт, ставши Хронобаґ, має разом із Кролікс врятувати майбутнє. Для цього їм доведеться з'ясувати, хто виявив, що Марінетт – це Леді Баґ, а також коли та як було вкрадено її Талісман. Продовжуючи цю пригоду, вони дізнаються, що в Талісмана Метелика з'явився новий власник, той самий, що розгадав головний секрет. Леді Баґ може запобігти своєму кінцю, лише перемігши власного супротивника. - Прем'єра цієї серії відбулася 5 жовтня 2024 року у Франції, на телеканалі «Disney Channel» |                                                |                                             |                                                            |                       |                       |                 |

### Токіо (2025)
| Номер | Оригінальна назва                       | Переклад                                  | Автор(и) сценарію | Дата показу у Франції | Дата показу в Україні | Код виробництва |
| --- | --------------------------------------- | ----------------------------------------- | ----------------- | --------------------- | --------------------- | --------------- |
| 5 | Miraculous World: Tokyo — Stellar Force | Леді Баг і Супер-Кіт: Токіо — Зоряна Сила | ТВА               | 4-ий квартал 2025     | ТВА                   | ТВА             |
| Коли Леді Баг вирушає до Токіо, вона зустрічає Мікі та Кадзуно — давніх друзів Каґамі, які є учасниками Зоряної Сили, команди японських супергероїв. Разом вони об’єднують свої сили, щоб зупинити нового суперлиходія, який загрожує зруйнувати місто. Під час цієї подорожі, разом із Каґамі, Марінетт дізнається, що є ще багато речей, яких вона не знає про минуле своєї подруги. Після Нью-Йорка, Шанхая, Парижа та Лондона Ледібаґ вирушає на інший край світу, щоб пережити найзахопливіші пригоди разом із командою героїв з небаченими силами! |                                         |                                           |                   |                       |                       |                 |

## Фільми

### Леді Баг і Супер-Кіт: Фільм (2023)
| Номер | Оригінальна назва               | Переклад                      | Автор(и) сценарію | Дата показу у Франції | Дата показу в Україні |
| --- | ------------------------------- | ----------------------------- | ----------------- | --------------------- | --------------------- |
| 1 | «Ladybug & Cat Noir: The Movie» | «Леді Баг і Супер-Кіт: Фільм» | Джеремі Заґ       | 5 липня 2023          | ТВА                   |
| Коли безжальний лиходій погрожує викрасти дві чарівні коштовності з надзвичайними здібностями, Талісмани, тендітний підліток Марінетт вирішує одягнути костюм супергероя Леді Баг. Жонглюючи своїми новознайденими здібностями та школою, вона об’єднує зусилля з харизматичним борцем зі злочинністю Супер-Котом. Вона навіть не підозрює, що за маскою ховається Адріан, сором’язливий однокласник, в якого вона закохалася. Коли їхні таємниці та серця зіштовхуються, хаотичний дует вирушає на сміливу місію, щоб перемогти мерзенний план Бражника. Від жахливих паризьких катакомб до сліпучих висот Нотр-Даму, зрештою, саме кохання захоплює їх у незабутню подорож. |                                 |                               |                   |                       |                       |

## Інциденти
13 червня 2022 року в інтернеті з'явився гайд із конфіденційною інформацією щодо всіх сезонів. Стали відомі імена нових супергероїв, акуматизованих персонажів, синопсиси тощо. Пізніше достовірність цих даних підтвердив і автор мультсеріалу Томас Астрюк.
Згодом 26 грудня 2022 року стався повторний витік інформації, він був набагато більшим ніж попередній, оскільки у мережу злили: сценарій усіх епізодів, аніматики, медіаматеріали, концепт-арти, а також матеріали, які стосуються інших проектів ZAG. Відтоді майже кожен день з'являвся додатковий контент, глядачі та фанати старалися з цим боротися у соцмережах, але все було марно. На даний момент ця ситуація стихла, більшість фанатів, на жаль, знають фінал 5-го сезону і всієї арки, яку творці будували протягом 8 років.

## Нагороди та номінації
| Рік  | Нагорода                               | Номінація                                           | Номінант                                                     | Результат |
| ---- | -------------------------------------- | --------------------------------------------------- | ------------------------------------------------------------ | --------- |
| 2016 | англ. Brazilian Toy Magazine Awards    | Найкраща національна іграшка 2016                   | Miraculous                                                   | Перемога  |
| 2016 | англ. Brazilian Toy Magazine Awards    | Найкращий бренд 2016                                | Miraculous                                                   | Перемога  |
| 2016 | англ. Ri Happy Awards                  | Найкращий бренд 2016                                | Miraculous                                                   | Перемога  |
| 2016 | англ. Latam Expo Licensing Awards      | Найкращий бренд 2016                                | Miraculous                                                   | Перемога  |
| 2017 | англ. Brazilian Toy Magazine Awards    | Найкраща національна іграшка 2017                   | Miraculous                                                   | Перемога  |
| 2017 | англ. Licencias de Actualidad          | Найкраща ліцензія року                              | Miraculous                                                   | Перемога  |
| 2017 | англ. Licencias de Actualidad          | англ. Best Entertainment License                    | Miraculous                                                   | Перемога  |
| 2017 | англ. Licencias de Actualidad          | англ. Best Promotion                                | Tosta Rica Ladybug                                           | Перемога  |
| 2017 | англ. 2017 OVA-ies TV Animation Awards | Найкращий анімаційний персонаж 2017                 | Марінетт Дюпен-Чен                                           | Номінація |
| 2017 | англ. 2017 OVA-ies TV Animation Awards | Найкращі відео для анімаційного шоу 2017            | Miraculous Ladybug                                           | Номінація |
| 2018 | Teen Choice Awards                     | Вибір анімаційного телешоу                          | Miraculous                                                   | Перемога  |
| 2018 | англ. The UK Licensing Awards 2018     | Найкраще ліцензійне майно для дітей або підлітків   | Miraculous                                                   | Номінація |
| 2018 | англ. The UK Licensing Awards 2018     | Найкращий ліцензований асортимент дитячого одягу    | Miraculous Nightwear for Character.com from Aykroyd and Sons | Номінація |
| 2018 | англ. Brazilian Toy Magazine Awards    | Найкраща національна іграшка 2018                   | Miraculous                                                   | Перемога  |
| 2018 | англ. Bologna Licensing Trade Fair     | англ. Best Property Kids                            | Miraculous                                                   | Перемога  |
| 2018 | англ. 2018 OVA-ies TV Animation Awards | Найкращий анімаційний персонаж 2018                 | Марінетт Дюпен-Чен                                           | Перемога  |
| 2018 | англ. 2018 OVA-ies TV Animation Awards | Найкращий анімаційний персонаж другого плану 2018   | Hawk Moth                                                    | Номінація |
| 2019 | англ. Bologna Licensing Trade Fair     | Special Award Fashion Kids with Miraculous by Guess | Miraculous                                                   | Перемога  |
| 2019 | англ. The 2019 Tell-Tale TV Awards     | Улюблений анімаційний серіал                        | Miraculous                                                   | Перемога  |
| 2020 | англ. Bologna Licensing Awards         | англ. Best Preschool Licensing Project              | Capsule Collection Chicco Miraculous                         | Перемога  |
| 2020 | англ. BroadwayWorld Spain Awards       | Найкраща театралізована подія                       | мюзкл Miraculous: The Ladybug Show                           | Перемога  |
| 2020 | Kids' Choice Awards Mexico             | Найкращий анімаційний серіал року                   | Miraculous                                                   | Перемога  |
| 2021 | Kid's Choice Awards Brazil             | Улюблений мультфільм                                | Miraculous: As Aventuras da Ladybug                          | Перемога  |